# Henri Simons (1954)
Henri Simons (Brussel, 7 maart 1954) is een Belgisch voormalig politicus. Hij was onder meer Belgisch volksvertegenwoordiger.

## Levensloop
Simons volgde opleidingen tot maatschappelijk assistent en in stedenbouw. Hij was opbouwwerker in een jeugdcentrum en was vervolgens medewerker van Food and Disarmament International en MRAX, de Franstalige beweging tegen racisme, antisemitisme en xenofobie. Ook was hij vanaf 1993 docent cultureel beleid aan het Institut des Hautes Études des Communications Sociales in Brussel en vanaf 2002 lector aan de afdeling visuele kunsten van de kunsthogeschool La Cambre.
Hij trad in 1982 toe tot de twee jaar eerder opgerichte partij Ecolo. Hij was voor deze partij van 1983 tot 1988 gemeenteraadslid van Koekelberg en was van 1985 tot 1987 parlementair medewerker van Ecolo-senator Jean-François Vaes. In december 1986 werd Simons verkozen tot federaal secretaris van de partij Ecolo. In die functie maakte hij deel uit van een vijfkoppig federaal secretariaat, naast Paul Lannoye, Jacky Morael, Martine Dardenne en Daniel Comblin. Hij bleef federaal secretaris tot in oktober 1987 en werd opgevolgd door Pierre Jonckheer. 
In oktober 1987 werd Simons lid van de Kamer van volksvertegenwoordigers voor het arrondissement Brussel, een functie waarin hij Jacques Preumont opvolgde. Hij bleef Kamerlid tot in januari 1995 en werd toen vervangen door François Saussus. Hij werd lid van de Kamercommissies Herziening van de Grondwet (1988-1995) en Justitie (1992-1995). Door het toen bestaande dubbelmandaat zetelde Simons tussen 1987 en 1995 eveneens in de Raad van de Franse Gemeenschap. Daar was hij van 1992 tot 1994 fractievoorzitter voor Ecolo en van 1994 tot 1995 secretaris van het Bureau. Daarnaast was hij van 1992 tot 1995 lid en van 1992 tot 1993 ondervoorzitter van de commissie Audiovisuele Media en Bioscopen. 
In oktober 1994 werd hij verkozen tot gemeenteraadslid te Brussel-stad. Van 1995 tot 2001 was hij er schepen van stedenbouw, participatie en huisvesting, en van 2001 tot 2006 eerste schepen, belast met cultuur, stedenbouw, erfgoed en huisvesting. Bij de gemeenteraadsverkiezingen van oktober 2006 werd hij opnieuw verkozen als gemeenteraadslid. Hij diende echter in januari 2007 zijn ontslag in.
In 2007 verliet hij Ecolo omdat hij vond dat de partij zich niet genoeg richtte op progressieve samenwerking. Bij de verkiezingen van hetzelfde jaar stond hij als onafhankelijke op de senaatslijst van de PS, maar raakte niet verkozen.
Van 2001 tot 2006 was hij voorzitter van de raad van bestuur vzw Atomium, die de renovatie van het monument financiert. In oktober 2006 werd hij aangesteld tot directeur-generaal van deze vzw, een functie die hij bekleedde tot in april 2021. Daarnaast was hij van 2004 tot 2006 voorzitter van de raad van bestuur van Bruxelles International Tourisme & Congrès.
In maart 2013 werd hij raadslid van het OCMW van Brussel en bleef dit tot eind 2018. Hij was ook bestuurder in verschillende verenigingen of vennootschappen, zoals Recyclart, CONGRES, Cinéma Galeries, BOZAR, het Koninklijk Belgisch Filmarchief, Contredanse (als voorzitter) en de RTBF.